# 竹内花
竹内 花（たけうち はな、1998年〈平成10年〉8月11日 - ）は、日本のタレント、グラビアアイドル、女優、アイドル。ガールズグループ「TiiiMO」および「ヤンチャン学園 音楽部」、アイドルグループ「LeapPlane+」の元メンバー。愛知県出身。R.I.Pを経てオスカープロモーション所属。

## 略歴
2016年、ミスヤングチャンピオンに応募したことがきっかけとなり、芸能活動を開始。
2017年、第8回ミスヤングチャンピオンでグランプリに選ばれ、「ヤンチャン学園 音楽部」に加入。
2020年1月、『織姫と彦星 〜幕末英雄伝〜』にて初舞台。6月27日をもって「ヤンチャン学園 音楽部」を卒業。7月4日よりアイドルグループ「LeapPlane+」に加入。担当カラーは白。
2021年4月配信開始の『スイートリベンジ』（FOD）でドラマ初出演。同月末をもって「LeapPlane+」を卒業。10月24日よりガールズグループ「TiiiMO」にHANAとして加入。
2022年2月、『真・事故物件/本当に怖い住人たち』にて映画初出演。4月末をもって「TiiiMO」での活動を終了。9月20日に念願だったというファースト写真集を発売。
2022年3月、格闘技イベント「BreakingDown」のラウンドガールである初代BreakingGirlに就任。
2023年3月19日に大学を卒業。10月、週刊プレイボーイ創刊57周年企画「NIPPONグラドル57人」にグラビアニュージェネレーションの1人として掲載。
2024年9月時点でR.I.Pのタレントプロフィールから名前が消されており、同年9月13日、自身の運営するSNSにて、オスカープロモーションに所属していることを公表した。
同年11月5日、「RIZINガール2025」に選出。

## 出演

### 映画
- 真・事故物件/本当に怖い住人たち（2022年2月18日、TOCANA）[15]

### 舞台
- 織姫と彦星 〜幕末英雄伝〜（2021年1月23日 - 1月26日、座・高円寺2）：菊役[3]

### ドラマ
- スイートリベンジ 第6話（2021年、FOD/フジテレビ）[5]

### ラジオ
- イマドキッ JDナイト（2021年7月3日 - 、MBSラジオ）

## 書籍

### 写真集
- 花の蜜（2022年9月20日、ワニブックス）[16]